# Пасечная (Ярмолинецкая поселковая община)
Пасечная (укр. Пасічна) — село в Хмельницком районе Хмельницкой области Украины.
Через село протекает река Волчок (приток Волка).
Население по переписи 2001 года составляло 314 человек. Почтовый индекс — 32133. Телефонный код — 3853. Занимает площадь 0,863 км². Код КОАТУУ — 6825884801.

## Местная власть
32100, Хмельницкая обл., Хмельницкий р-н, пгт Ярмолинцы

## Галерея

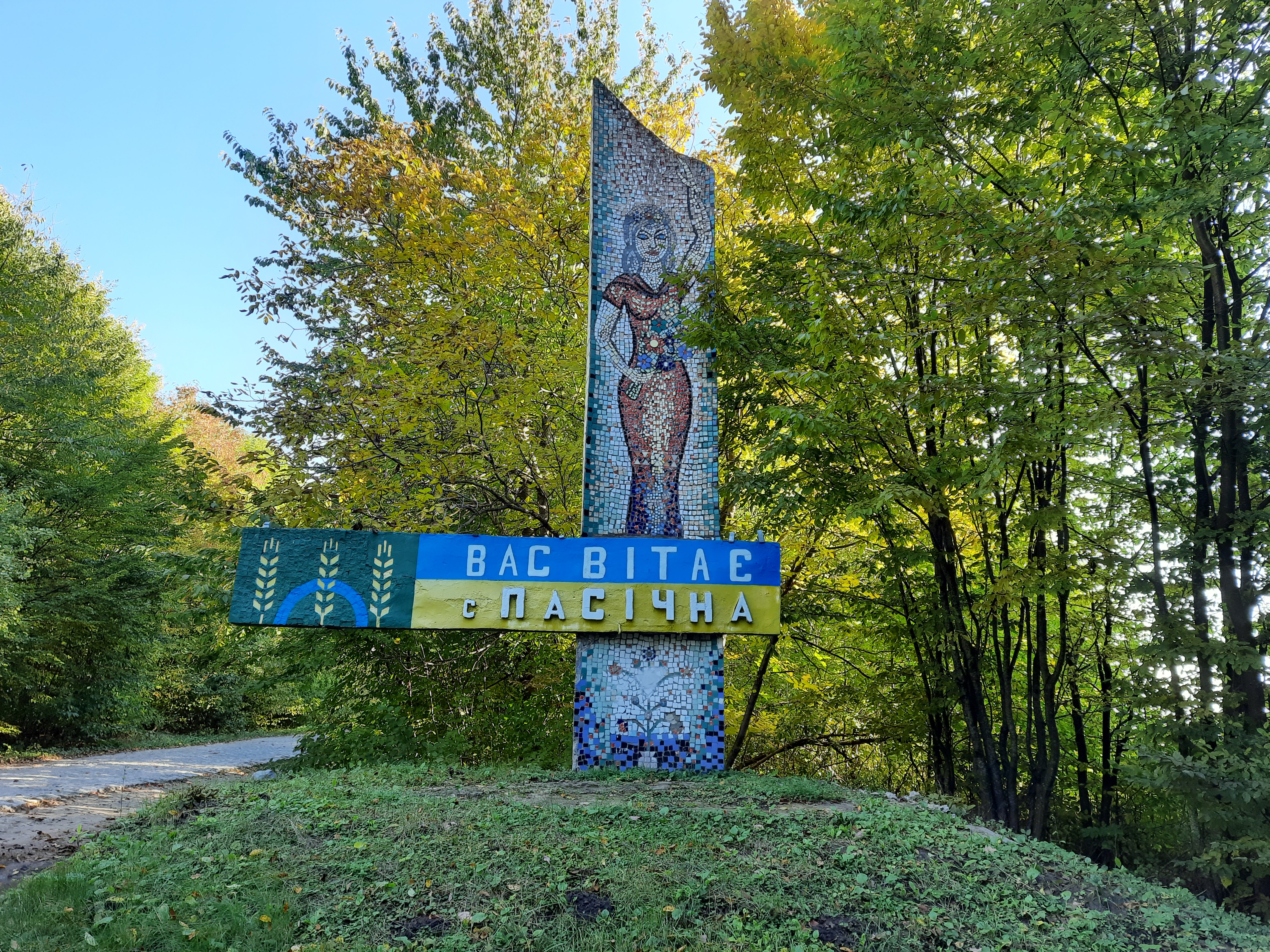
Стела на въезде в село
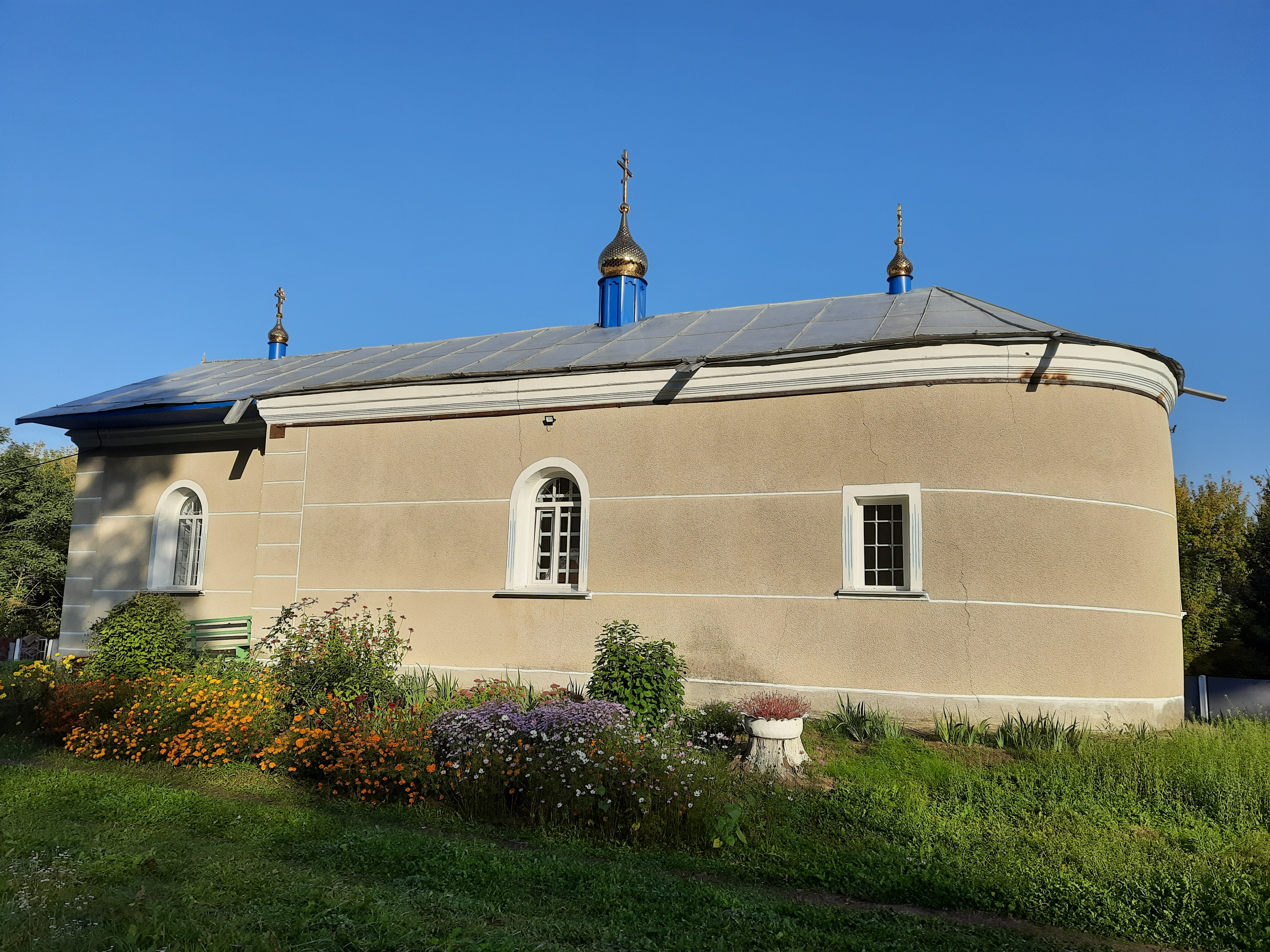
Покровская церковь
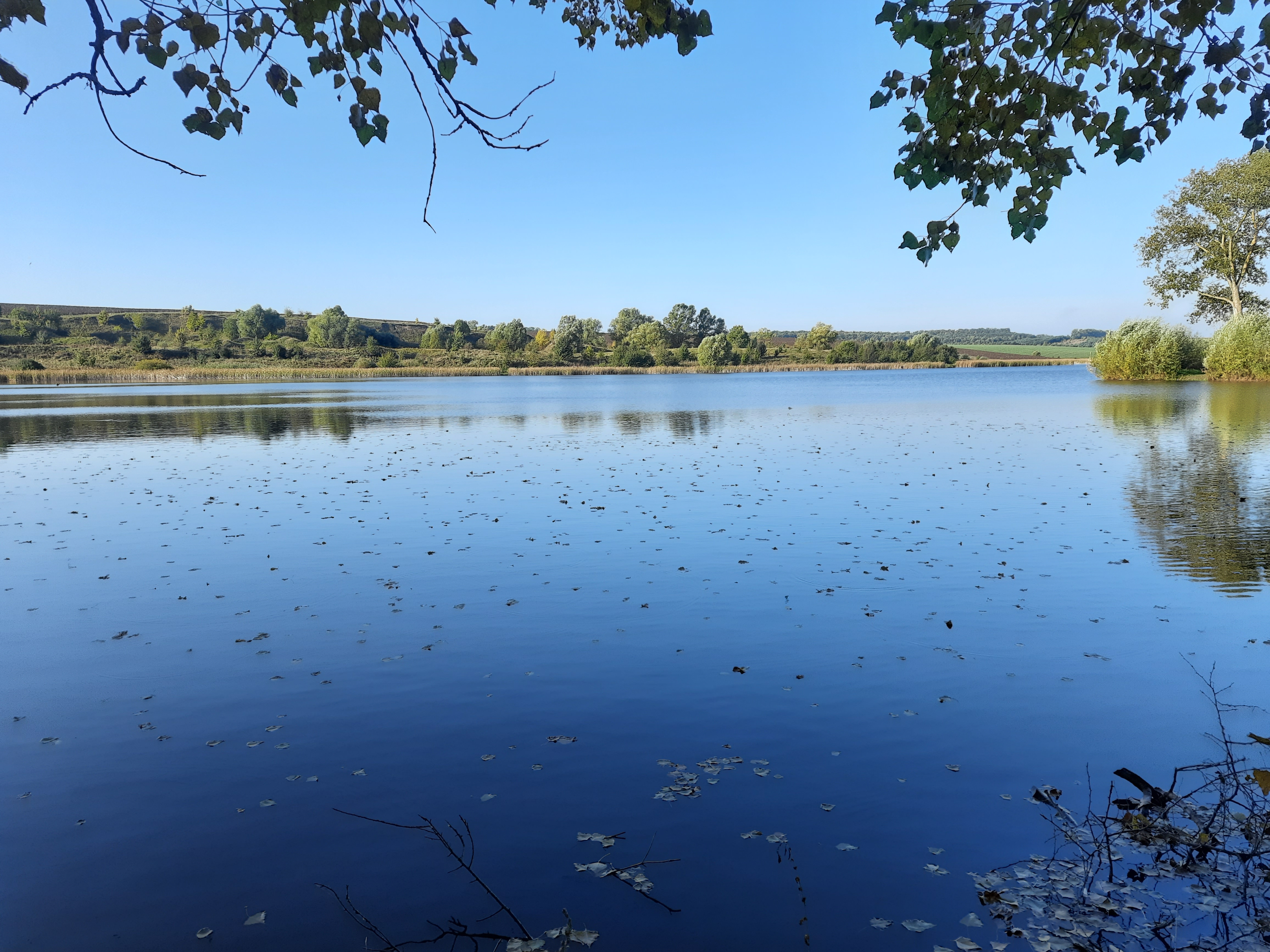
Пруд у села